# Rhinoppia obsoleta
Rhinoppia obsoleta är en kvalsterart som först beskrevs av Paoli 1908.  Rhinoppia obsoleta ingår i släktet Rhinoppia och familjen Oppiidae. Inga underarter finns listade i Catalogue of Life.